# تبدیل فولدی–ووتویسن
تبدیل فولدی-ووتویسن به گستردگی در فیزیک انرژی‌های بالا مورد استفاده قرار می‌گیرد. از نظر تاریخی، فرمولبندی آن توسط لزلی لارنس فولدی و زیگفرید ووتویسن در سال ۱۹۴۹ برای درک حد غیر نسبیتی معادله دیراک، یعنی معادله ذرات اسپین-۱⁄۲، ارائه شد. بحث عمومی مفصلی در مورد تبدیلات نوع فولدی-ووتویسن در تفسیر ذره‌ای معادلات موج نسبیتی توسط آکاریا و سودارشان در سال ۱۹۶۰ ارائه شد.